# Джаяпура
Джаяпу́ра (индон. Jayapura) — город в Индонезии на северном побережье острова Новая Гвинея. Административный центр провинции Папуа. Население по переписи 2010 года составляет 261 тысячу человек.
Расположен на берегу залива Гумбольдт (индон. Yos Sudarso).

## История

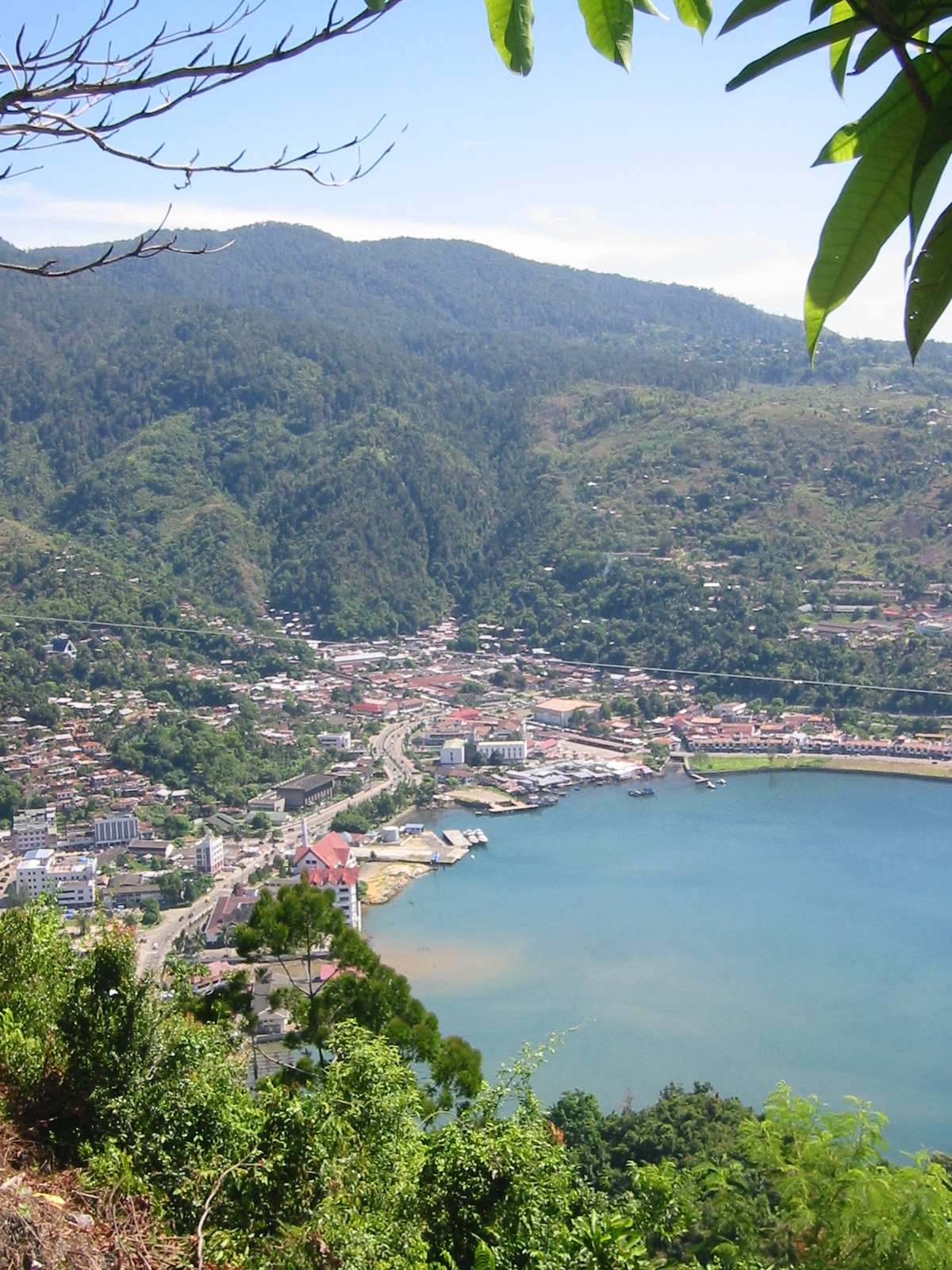
Джаяпура. Вид на центр города

С 1910 по 1962 годы город носил название Холландия (нидерл. Hollandia) и являлся столицей одноимённого округа в составе Нидерландской Ост-Индии. В 1942 году он, как и большая часть Нидерландской Ост-Индии, был оккупирован вооружёнными силами Японии. В 1944 году — освобождён силами союзников, в 1945 году нидерландская администрация была восстановлена. В 1949 году, после утраты голландцами контроля над основными ост-индскими владениями город стал административным центром Нидерландской Новой Гвинеи. В 1962 году, после передачи Нидерландами управления Западной Новой Гвинеей временной администрации ООН, городу присвоено индонезийское название Кота-Бару (индон. Kota Baru, буквально «Новый город»). После установления индонезийского суверенитета над этой территорией город был переименован в Сукарнопуру (индон. Sukarnopura, буквально «Сукарноград») — в честь Сукарно, в то время занимавшего пост президента Индонезии. В 1968 году городу присвоено его нынешнее название — Джаяпура (индон. Jayapura, буквально «Славный город», «Победный город»). В 1969 году после предоставления индонезийскими властями западной части Новой Гвинеи статуса провинции стал её административным центром. После разделения провинции в 2003 году сохранил статус административного центра провинции Папуа.

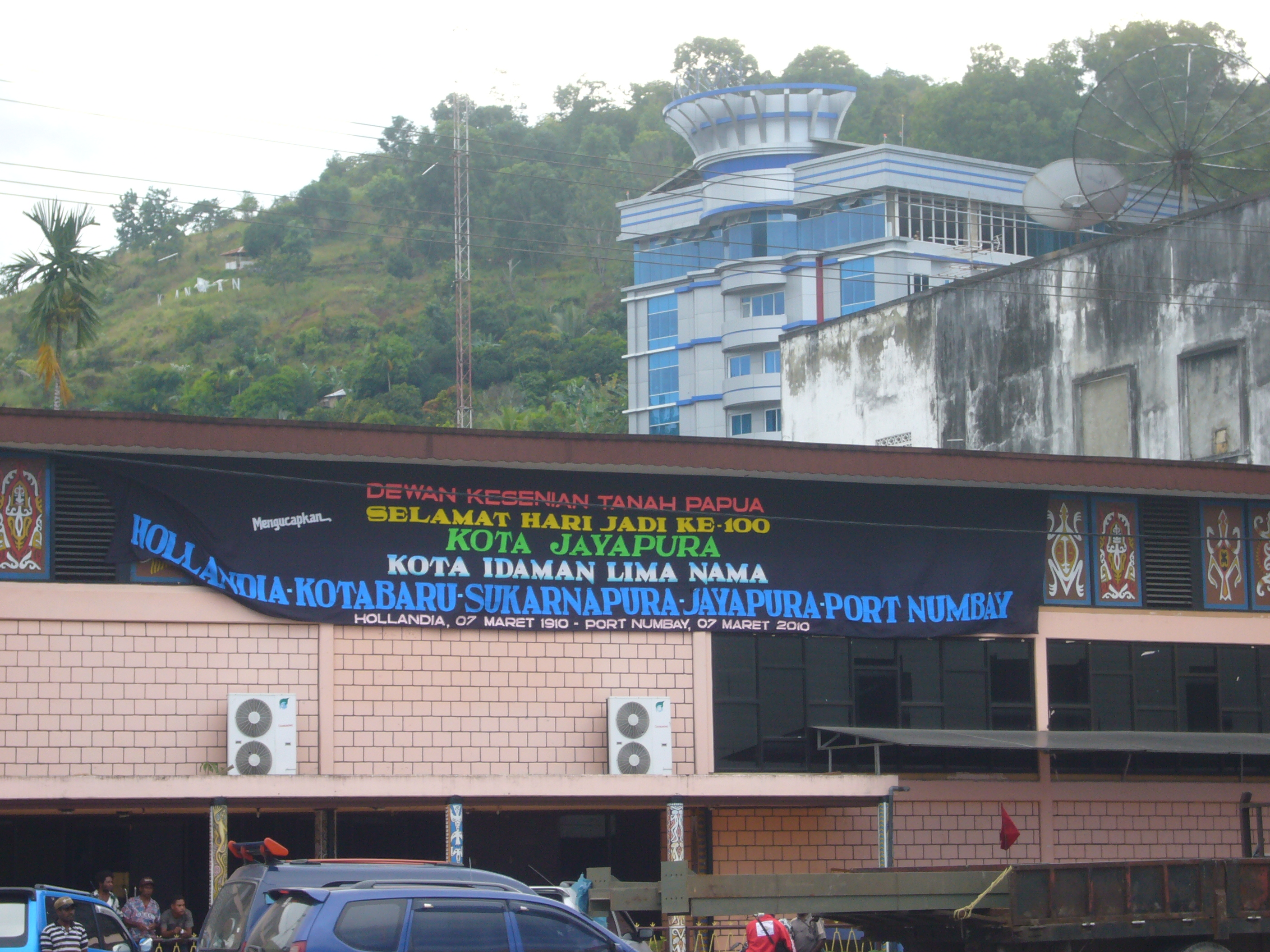
Транспарант, вывешенный сторонниками переименования Джаяпуры в Порт-Нумбай к столетнему юбилею города

В конце 2000-х — начале 2010 годов на волне активизации национального папуасского движения в провинции прошла кампания в пользу очередного переименования города — на папуасский манер — приуроченная к его столетию, отмечавшемуся 7 марта 2010 года. Была проведена серия встреч городских и провинциальных властей с представителями общественности, в ходе которых наиболее популярным вариантом нового названия был признан «Порт-Нумбай» (индон. Port-Numbay) — в частности, именно за него высказалось абсолютное большинство из 110 общественных делегатов, участвовавших во встрече с мэром города и председателем городского законодательного совета в феврале 2010 года. Вопрос о переименовании получил огласку в национальных СМИ, однако в итоге практической проработки не получил — город сохранил название Джаяпура. При этом название «Порт-Нумбай» неформально используется частью папуасского населения и получило некоторое распространение за пределами Индонезии.

## Города-побратимы
- Сан-Хосе, Коста-Рика
- Пуэрто-Принсеса, Филиппины
- Тавау, Малайзия
- Сонгкхла, Таиланд

## Известные уроженцы и жители
- Эрол Иба (род. 1979) — индонезийский футболист, в 2006—2009 годах игрок сборной Индонезии.
- Франс Каисиепо (1921—1979) — индонезийский государственный и политический деятель.